# Mais... qu'avez vous fait à Solange ?
Série Lycéennes en péril
La Lame infernale
(1974)
Pour plus de détails, voir Fiche technique et Distribution.
Mais... qu'avez vous fait à Solange ? (Cosa avete fatto a Solange?) est un giallo ouest-germano-italien réalisé par Massimo Dallamano, sorti en 1972.
Il est adapté du roman Les Deux Épingles (The Clue of the New Pin) d'Edgar Wallace, paru en 1923.

## Synopsis
Alors qu'elle est dans un bateau en train d'embrasser son professeur italien, Enrico Rosseni, Elizabeth Seccles aperçoit rapidement un homme armé d'un couteau qui poignarde une autre femme dans les bois sur la rive voisine. Rosseni convainc Elizabeth de garder le silence sur ce qu'elle a vu, surtout après qu'il s'est avéré que la victime morte était l'une de ses camarades de classe et qu'elle a été tuée par un long couteau enfoncé profondément dans son vagin. Une autre fille, appartenant au même lycée, est tuée plus tard par le même agresseur.
Peu après, Elizabeth est assassinée dans sa salle de bains. La police soupçonne Rosseni. Celui-ci avoue sa liaison avec Elizabeth à Herta, sa femme sexuellement refoulée, dans l'espoir d'obtenir son aide pour blanchir son nom. Rosseni est innocenté lorsqu'un leitmotiv est signalé dans les meurtres ultérieurs : les victimes avaient toutes vu un prêtre local et étaient amies avec une jeune femme nommée Solange, qui avait commencé à fréquenter l'école le semestre précédent mais avait mystérieusement disparu.
L'enquête de Rosseni conduit finalement à l'existence d'un club libertin auquel Elizabeth et les autres victimes de meurtre avaient appartenu. La police apprend également que le prêtre auquel plusieurs des victimes avaient parlé n'était pas un vrai prêtre. Il s'agissait en fait du père de Solange, un riche professeur de la même école.
Ruth Holden (alias Tata) est la vieille servante de Brenda, une camarade de classe de Solange qui était également impliquée dans les parties fines du club libertin. Ruth est retrouvée à côté de son chien, sauvagement assassinée par une faucille enfoncée dans son vagin. Rosseni, Herta et la police confrontent le père, qui nie d'abord tout méfait jusqu'à ce que sa fille Solange apparaisse. Muette et semblant émotionnellement perturbée, elle conduit Herta à l'endroit où le dernier membre du club libertin a été enlevé.
Le père avoue alors pourquoi il a assassiné ses victimes. Sa fille Solange s'était liée d'amitié avec les membres du club libertin et en était devenue membre. Cependant, après sa première partouze, elle est tombée enceinte. Les autres filles ont insisté pour que Solange règle la situation en rencontrant Ruth Holden, une faiseuse d'anges. Cet événement a traumatisé Solange physiquement, mentalement et émotionnellement. Elle est désormais dans un état mental très terne où elle fonctionne comme un bébé, ne peut plus parler et est incapable de tomber enceinte.
Après avoir avoué les meurtres, le père s'est ensuite donné la mort. À un moment donné, il a réalisé qu'un avortement était à l'origine de l'invalidité de Solange et a symboliquement accompli un acte similaire sur les filles après qu'elles lui ont donné des détails sur le traumatisme qui a réellement touché Solange.

## Fiche technique
- Titre français : Mais... qu'avez vous fait à Solange ? ou Jeux particuliers[1]
- Titre original italien : Cosa avete fatto a Solange?[2]
- Titre allemand : Das Geheimnis der grünen Stecknadel[3]
- Réalisation : Massimo Dallamano
- Scénario : Bruno Di Geronimo, Massimo Dallamano[3], Peter M. Thouet (non crédité), d'après le roman d'Edgar Wallace Les Deux Épingles (non crédité)
- Montage : Antonio Siciliano
- Musique : Ennio Morricone
- Photographie : Joe D'Amato
- Production : Leo Pescarolo, Fulvio Lucisano, Horst Wendlandt
- Costumes : Elisa Gut
- Sociétés de production : Italian International Films S.r.l., Clodio Cinematografica et Rialto Film
- Pays de production :  Italie,  Allemagne de l'Ouest
- Langue originale : italien
- Format : Couleurs par Eastmancolor - 2,35:1 - Son mono - 35 mm
- Genre : Giallo
- Durée : 103 minutes
- Dates de sortie :
  - Italie et Allemagne de l'Ouest : 9 mars 1972
  - France : 1er mars 1973
- Classification :
  - Italie : Interdit aux moins de 18 ans[2]
  - France : Interdit aux moins de 12 ans (sortie en salles)

## Distribution
- Fabio Testi (VF : Pierre Arditi) : Enrico 'Henry' Rosseni
- Cristina Galbó : Elizabeth Seccles
- Karin Baal : Herta Rosseni
- Joachim Fuchsberger : Inspecteur Barth
- Günther Stoll : Professeur Bascombe
- Claudia Butenuth : Brenda Pilchard
- Camille Keaton : Solange Beauregard
- Maria Monti : Mme Erickson
- Joe D'Amato : Un passant dans le parc (non crédité)

## Production
Mais... qu'avez vous fait à Solange ? est une coproduction entre l'Italie et l'Allemagne de l'Ouest, qui s'est inspirée du roman Les Deux Épingles d'Edgar Wallace,. Le film n'a que très peu de rapport avec le roman, les auteurs et critiques Kim Newman et Michael Mackenzie estimant qu'il a été commercialisé de cette façon pour vendre le film au public allemand comme faisant partie du genre allemand krimi. Le rapport avec ce genre est renforcé par la présence des acteurs allemands Joachim Fuchsberger et Karin Baal, qui ont joué dans plusieurs adaptations des romans d'Edgar Wallace produites par Rialto Film dans les années 1960. L'actrice américaine Camille Keaton a été choisie pour jouer le rôle de Solange dans le film, son premier rôle. Keaton avait initialement envoyé des photos pour candidater à une audition pour un film de Franco Zeffirelli. Elle n'a pas été retenue pour ce film, mais a reçu un appel du réalisateur Massimo Dallamano qui lui a proposé ce rôle. Keaton a décrit le travail avec Dallamano comme un défi, car elle apprenait seulement à parler italien et lui parlait très peu l'anglais. Pour son rôle, Dallamano lui a dit qu'il cherchait quelqu'un qui avait l'air frêle et lui a demandé de ne pas bronzer pendant le tournage.
À l'exception de la scène du cimetière et des scènes d'intérieur, qui ont été tournées à Rome, toutes les prises de vue ont eu lieu à Londres.

## Exploitation
Mais... qu'avez vous fait à Solange ? est sorti en Italie et en Allemagne de l'Ouest le 9 mars 1972,. Fulvio Lucisano a déclaré que le film était le premier giallo à être projeté au teatro Adriano de Rome, qui ne montrait normalement pas de films du genre.
En Allemagne de l'Ouest, il est sorti sous le titre Das Geheimnis der grünen Stecknadel et il a été distribué par Constantin Film,. Das Geheimnis der grünen Stecknadel était à l'origine le titre d'un scénario écrit par Herbert Reinecker, librement inspiré du roman Les Deux Épingles (Das Geheimnis der Stecknadel en allemand). Le film devait être tourné en 1969 sous la direction de Harald Reinl avec, entre autres, Günther Schramm, Karin Hübner, Fritz Wepper, Stefan Behrens et Siegfried Schürenberg. Après le mauvais résultat commercial du film Liz et Helen inspiré d'un roman de Wallace, le projet n'a cependant pas été réalisé et le titre a été utilisé à la place pour ce film.

### Accueil critique
Dans les critiques de l'époque, le journal allemand Hamburger Abendblatt a trouvé que le sujet du film était « trop vaste » mais a déclaré que la qualité du jeu de Karin Baal, Fabio Testi, Joachim Fuchsberger et Günther Stoll donne au film « de la hauteur ». Le journal italien La Stampa a loué le jeu de Fabio Testi, Joachim Fuchsberger et Karin Baal tout en déclarant que le réalisateur avait bien développé le mystère de l'histoire.
Selon Olivier Père, le film a une morale réactionnaire : « Dallamano, visiblement troublé par son sujet (la sexualité frénétique de très jeunes collégiennes, puis leurs meurtres dans le cadre d’un institut londonien privé), donne libre cours à des phantasmes réactionnaires autour des idées de pureté et de souillure ». Emmanuel Denis dans DevilDead estime qu'« il s'agit définitivement d'un giallo dans une tradition assez pure et dure » avec une « atmosphère de luxe passablement décadente et érotique » et que la musique d'Ennio Morricone « revient aux stridences expérimentales qu'il avait commencé à expérimenter dans L'Oiseau au plumage de cristal ». Bien que le film se déroule en Grande-Bretagne protestante, « l'action s'inscrit dans une école tout ce qu'il y a de plus catholique, la mécanique de la confession étant même un élément incontournable de l'intrigue. Bref, même à Londres, nous sommes un peu en Italie ! ».

## Postérité
Mais... qu'avez vous fait à Solange ? est le premier volet d'une série de films vaguement liés entre eux, la trilogie des Lycéennes en péril, une série de films sur les émois sexuels de lycéennes qui se font ensuite assassiner. En 1974, le public commence à se lasser du genre giallo et à s'intéresser à d'autres genres italiens comme les poliziotteschi, des films policiers urbains influencés par des films américains tels que L'Inspecteur Harry et French Connection et des films noirs français tels que ceux réalisés par Jean-Pierre Melville. Le film suivant de Dallamano dans la trilogie des lycéennes en péril est La Lame infernale un film aux thèmes semblables à Mais... qu'avez vous fait à Solange ?. Le dernier volet de la série s'intitule Énigme rouge. Il est sorti le 19 août 1978. Dallamano est crédité comme scénariste sur le film, et devait réaliser le film, mais il est décédé avant le début de la production.
Le réalisateur Nicolas Winding Refn a annoncé en 2016 qu'il était à la recherche d'un réalisateur et d'un scénariste pour un remake de Mais... qu'avez vous fait à Solange ?. Le film serait produit dans la collection Space Rocket Nation de Refn en collaboration avec le producteur Fulvio Lucisano.

### Sources
- (en) Tim Bergfelder, International Adventures: German Popular Cinema and European Co-productions in the 1960s, Berghahn Books, 2000 (ISBN 1571815384)
- (en) [vidéo][Blu ray] « Innocence Lost », Michael Mackenzie, 2015, Arrow Films